# Ipchains
Ipchains (Linux IP Firewalling Chains) — открытый программный проект, состоящий из встроенного в ядро Linux 2.2 средства фильтрации пакетов/межсетевого экрана (ipchains) и программ управления им (ipchains, ipchains-save, ipchains-restore). Первый выпуск ipchains 1999 года. Автор проекта — Расти Расселл (en:Rusty Russell). До ipchains в Linux использовался файрвол IPV4 firewall, перенесённый из BSD, его утилитой управления являлся ipfwadm (переписанная утилита ipfw из BSD). В дальнейшем, в ядрах 2.4 и более новых, ipchains был заменен системой netfilter/iptables, созданной под руководством Расти.
В отличие от iptables, ipchains работает как stateless-firewall.
В виде патчей ipchains был доступен и для ядер серии 2.0 и 2.1.
По сравнению с ipfwadm, проект ipchains позволял:
- Увеличивать пределы подсчёта/учёта пакетов;
- Возможность фильтрации фрагментированных пакетов;
- Поддержку большего количества сетевых протоколов;
- Возможность использования инверсии условия.

В поставку ipchains включены некоторые скрипты для упрощения миграции с ipfwadm.